# Comuna Hlinița, Cozmeni
Hlinița (în ucraineană Глиниця, transliterat: Hlînîțea) este o comună în raionul Cozmeni, regiunea Cernăuți, Ucraina, formată din satele Corostuvata și Hlinița (reședința).

## Demografie
Componența lingvistică a comunei Hlinița
     Ucraineană (99,04%)
     Alte limbi (0,9%)
Conform recensământului din 2001, majoritatea populației comunei Hlinița era vorbitoare de ucraineană (99,04%), existând în minoritate și vorbitori de alte limbi.